# Richard Carey
Richard Carey (Estados Unidos, 13 de marzo de 1963) es un nadador estadounidense retirado especializado en pruebas de estilo espalda, donde consiguió ser campeón olímpico en 1984 en los 100 y 200 metros.

## Carrera deportiva
En los Juegos Olímpicos de Los Ángeles 1984 ganó la medalla de oro en los 100 metros estilo espalda, con un tiempo de 55.79 segundos, por delante del también estadounidense Dave Wilson y del canadiense Mike West; también ganó el oro en los 200 metros espalda, con un tiempo de 2:00.23 segundos, por delante del francés Frédéric Delcourt y el canadiense Cameron Henning. Y en cuando a las pruebas de equipo, ganó el oro en los relevos de 4x100 metros estilos (nadando el largo de espalda), con un tiempo de 3:39.30 segundos que fue récord del mundo, por delante de Canadá y Australia.